# اشيلي بنسي
اشيلي بنسي (بالفرنسية: Achille Pensy)‏ (5 يناير 1987 - ) هو لاعب كرة قدم كاميروني، يلعب كحارس مرمى، شارك في كأس الأمم الأفريقية 2012.

## مسيرته

### مسيرته مع المنتخبات الوطنية
- 2009 - 2010 لعب مع منتخب غينيا الاستوائية لكرة القدم 4 مباريات.

## روابط خارجية
- اشيلي بنسي على موقع الاتحاد الدولي (مؤرشف)  (الإنجليزية)
- اشيلي بنسي على موقع قاعدة بيانات كرة القدم.إي يو (الإنجليزية)
- اشيلي بنسي على موقع ناشيونال فوتبول تيمز (الإنجليزية)